# Орою
Орою (рум. Oroiu) — село у повіті Муреш в Румунії. Входить до складу комуни Банд.
Село розташоване на відстані 270 км на північний захід від Бухареста, 15 км на захід від Тиргу-Муреша, 63 км на південний схід від Клуж-Напоки, 138 км на північний захід від Брашова.

## Населення
За даними перепису населення 2002 року у селі проживали 343 особи, усі — румуни. Усі жителі села рідною мовою назвали румунську.